# 2MASS

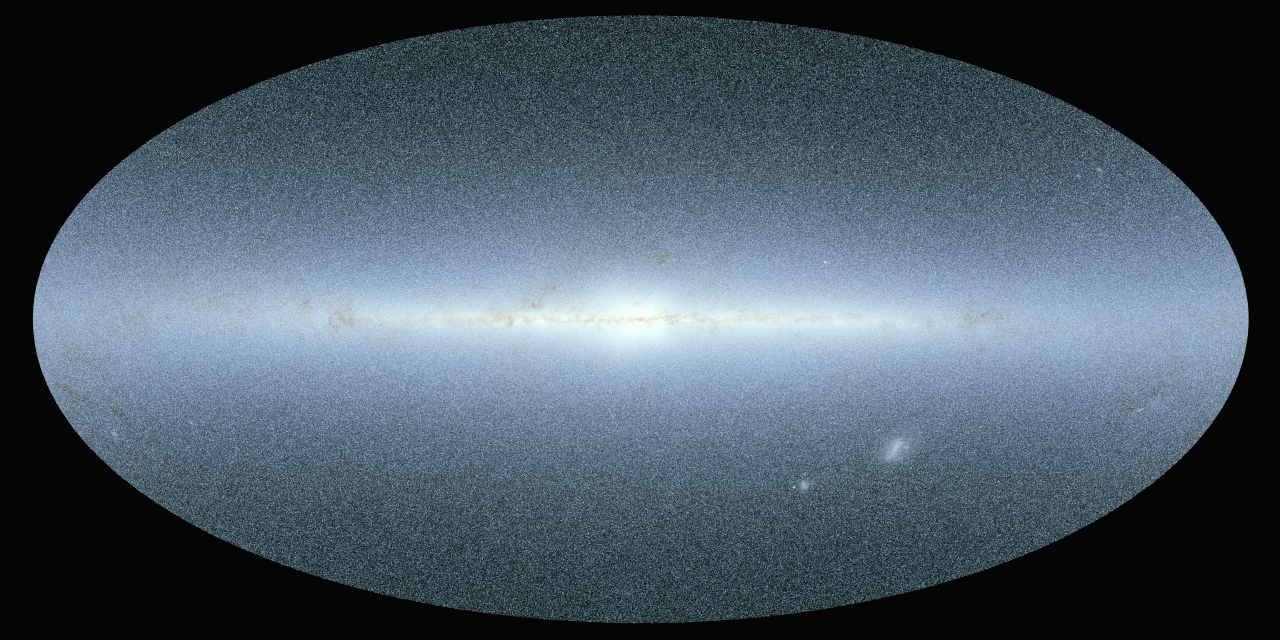
Mapa nieba stworzona na podstawie katalogu źródeł punktowych przeglądu 2MASS. Centrum Drogi Mlecznej znajduje się na środku.

2MASS (ang. Two Micron All-Sky Survey – Przegląd całego nieba na 2 mikronach) – astronomiczny przegląd nieba przeprowadzony w latach 1997–2001.

## Opis projektu
Przegląd 2MASS został wykonany przez University of Massachusetts we współpracy z JPL, National Science Foundation i NASA. Użyto do niego dwóch bliźniaczych teleskopów o średnicy lustra 1,3 m, po jednym na każdej półkuli ziemskiej: na Mount Hopkins w Arizonie (USA) oraz w Obserwatorium Cerro Tololo w Chile. Obserwacje przeprowadzono w bliskiej podczerwieni, w pasmach fotometrycznych J (centralna długość fali 1,25 μm), H (1,65 µm) i Ks (2,17 µm) – stąd nazwa (jest ona również nawiązaniem do UMass, będącego skrótem od University of Massachusetts).

## Wyniki naukowe
W przeglądzie 2MASS pokryto obserwacjami 99,998% sfery niebieskiej i zebrano około 25,4 terabajtów danych w postaci ok. 4,1 miliona plików FITS. Ich dalsza obróbka pozwoliła na utworzenie dwóch katalogów obiektów astronomicznych: katalogu źródeł punktowych (Point Source Catalog, PSC), obejmującego gwiazdy i obiekty typu gwiazdowego (np. kwazary) oraz katalogu źródeł rozciągłych (Extended Source Catalog, XSC), w którym zebrano dane dotyczące galaktyk, gromad kulistych, mgławic i innych źródeł rozciągłych z naszej Galaktyki. Katalog PSC zawiera prawie 471 milionów obiektów, zaś w XSC skatalogowano ponad 1,6 miliona źródeł.
Dane z przeglądu 2MASS są dostępne za darmo w postaci elektronicznej, do pobrania z internetu lub też na 5 dwustronnych płytach DVD, przesyłanych na życzenie, również bezpłatnie.